# Joaquim Vancells i Vieta
Joaquim Vancells i Vieta (Barcelona, el Barcelonès, 28 de juny de 1866 - 26 de desembre de 1942) fou un pintor català pertanyent al corrent modernista, i artífex de l'escola pictòrica de Terrassa. És considerat com un dels paisatgistes catalans més importants.

## Biografia
Va néixer al número 4 de la Rambla d'Estudis de Barcelona, fill de Lluís Vancells i Ponach, de La Bisbal, i de Ramona Vieta i Trias, de Barcelona.

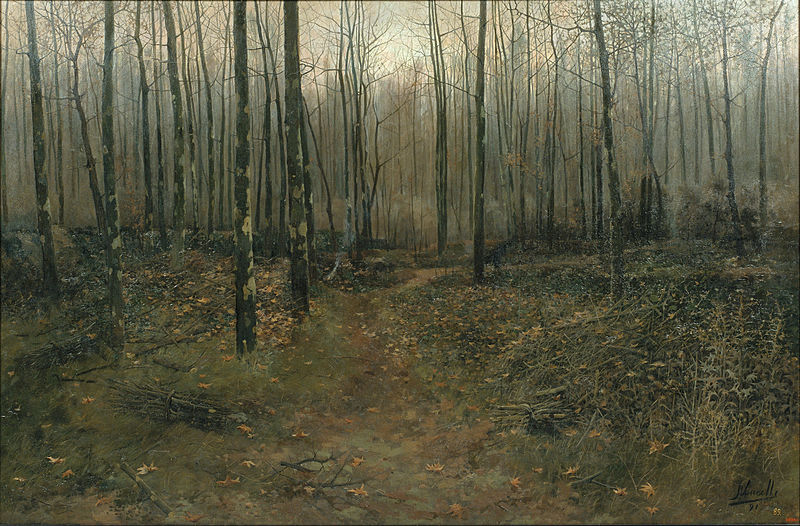
Febrer: Paisatge (1891), MNAC

Va ser un home polifacètic, va fer decoracions i disseny de mobles, va fer de mestre, va organitzar activitats culturals i va promoure la conservació del patrimoni artístic i arquitectònic de Terrassa. Va ser l'impulsor del modernisme a Terrassa, juntament amb el barceloní Alexandre de Riquer que va viure llargues temporades a la ciutat. Però sobretot, va ser un pintor paisatgista. En una primera època pinta paisatges amb boira i obagues boscoses, quadres que són entre el millor de la pintura catalana de l'època i que van tenir molt èxit. Aquesta pintura grisa va evolucionar cap a una altra de més lluminosa, possiblement influït per les seves estades a Llavaneres, però no va ser reconeguda fins al final de la seva vida, cosa que el va obligar durant força temps a pintar paisatges boirosos per poder viure.
Fou membre del Cercle Artístic de Sant Lluc.